# 孫曉雅
孫曉雅（英語：Sandra Springer Oudkirk），美國資深外交官，美國在台協會第15任臺北辦事處處長，是該職首位女性出身者。她生於佛羅里達州坦帕市，畢業於喬治城大學艾德蒙·A·華許外事學院，精通中文及土耳其語，曾有在台灣、愛爾蘭、土耳其、中華人民共和國及牙買加等地外派的經驗。曾任美國國務院東亞暨太平洋事務局紐澳與太平洋島國事務副助卿兼亞太經合會資深官員。孫曉雅的丈夫為歐陽世寧，兩人皆是國務院外交官，夫妻倆曾一同派任美国驻华大使馆及美國駐土耳其大使館，育有2子1女，皆出生於土耳其。

## 榮譽

### 外国勋章奖章
- 特种外交奖章（中华民国外交部，2024年7月2日颁授）[10]
- 大綬景星勳章（中华民国，2024年7月3日於台北總統府頒授）[11]